# Julie Beurskens
Julie Beurskens (Amersfoort, 12 juli 2004) is een Nederlandse judoka. Ze was Nederlands kampioen in 2021 en 2022. Ze won het European Open in Warschau in 2023. Beurskens nam deel aan de Olympische Spelen in Parijs in 2024.

## Carrière

### Junioren
Beurskens begon met de judosport op 5-jarige leeftijd. Ze trainde bij Theo Meijer in Leusden en bij Ed van den Berg. Op 15-jarige leeftijd prolongeerde Beurskens haar titel bij de Nederlands kampioenschappen voor junioren in de gewichtsklasse onder 48 kilo. In 2021 verhuisde ze naar Sportcentrum Papendal. In 2022 werd ze Europees kampioen in de leeftijdscategorie onder 21 jaar in de gewichtsklasse onder 52 kilo.

### Senioren
Beurskens was Nederlands kampioene bij de senioren in 2021, in de gewichtsklasse onder 52 kilo, en in 2022 in de gewichtsklasse onder 57 kilo. Beurskens won in 2023 de European Open in Warschau, behaalde een vijfde plaats bij de Grand Prix in Baku en een tweede plaats in Linz. Op basis van haar positie op de internationale ranglijst debuteerde ze op de Olympische Spelen in Parijs in 2024. Ze werd in de eerste ronde uitgeschakeld door de Duitse Pauline Starke. Bij een gelijke stand liep ze tegen een derde straf aan. "Ik ben vaak iets te gehaast en dan neem ik te weinig tijd om mijn aanvallen voor te bereiden", zei ze na afloop. "Dat is een verbeterpunt."

#### Landenwedstrijden voor gemengde teams
Met de plaatsing van Beurskens voor de Olympische Spelen in de categorie onder 57 kilo was het Nederlandse gemengde team voor de Spelen compleet. Op dit onderdeel had het Nederlands team met onder anderen Beurskens, Polling, Steenhuis en Van 't End een bronzen medaille behaald op de wereldkampioenschappen in Doha in 2023. Bij de spelen van 2024 viel het landenteam buiten de prijzen.